# Mirosława Dylewska
Mirosława Dylewska (ur. 27 września 1927 w Skarżysku-Kamiennej – zm. 18 czerwca 2007 w Kielcach) – polska entomolog specjalizująca się w apidologii.
W 1947 roku zdała maturę w Skarżysku-Kamiennej i rozpoczęła studia biologiczne na Uniwersytecie Jagiellońskim. Studia ukończyła w 1952 roku, a w 1953 roku zaczęła dzięki grantowi pracę w Instytucie Systematyki i Ewolucji Zwierząt Polskiej Akademii Nauk w Krakowie. Od 1955 roku była jego formalną pracowniczką. W 1961 doktoryzowała się na Wydziale Biologii i Nauk o Ziemi Uniwersytetu Jagiellońskiego dzięki pracy poświęconej faunie trzmielowatych polskiej części Tatr. Również w tejże uczelni otrzymała w 1981 roku habilitację na podstawie monografii pszczolinek Środkowej i Północnej Europy. Od 1986 roku pracowała jako docent. W 1992 roku odeszła na emeryturę z Instytutu Systematyki i Ewolucji Zwierząt, a w 1999 roku otrzymała tytuł profesora.
Pochowana na Cmentarzu w Skarżysku Zachodnim.
Publikacje naukowe Dylewskiej dotyczyły faunistyki, systematyki, psychologii zwierząt, historii zoologii, ochrony przyrody. Ponadto była autorką publikacji popularnonaukowych. Specjalizowała się w pszczołach, przy czym większość jej prac poświęcona była trzmielowatym i pszczolinkowatym. Jej badania koncentrowały się na obszarze Tatr, Pienin, Doliny Prądnika i Babiej Góry.